# Конвой M-25
Конвой M-25 — японський конвой часів Другої світової війни, проведення якого відбувалось у червні — липні 1944-го.
M-25 належав до серії конвоїв, які в 1943—1944 роках ходили між розташованим на північному сході Нідерландської Ост-Індії островом Хальмахера (зокрема, відігравав важливу роль у постачанні японських сил на заході Нової Гвінеї) та важливим транспортним хабом у Манілі.
До складу конвою увійшли транспорти «Макассар-Мару», «Джунпо-Мару» (Junpo Maru), «Тайю-Мару» (Taiyu Maru), «Франсе-Мару» (France Maru) та «Ямагіку-Мару». Охорону забезпечували кайбокан (фрегат) CD-10 та патрульні кораблі PB-103 і PB-105. Усі ці кораблі та судна незадовго перед тим прибули до острова Хальмахера в конвої H-29.
25 червня 1944-го загін вийшов із затоки Кау (глибоко вдається в острів Хальмахера з півночі).
Вранці 28 червня 1944-го в затоці Моро за пів сотні кілометрів на південний схід від Замбоанги загін був атакований американським підводним човном USS Pargo. Субмарині вдалось торпедувати та потопити «Ямагіку-Мару», загинуло три члени екіпажу. Також певних пошкоджень зазнав CD-10.
Конвой зайшов до Замбоанги, а 29 червня рушив далі, при цьому його склад поповнився транспортом «Касагісан-Мару».
1 липня 1944-го в районі Себу від конвою відокремились «Тайю-Мару» та «Франсе-Мару», а 3 липня інші транспорти прибули до Маніли.